# Höbringi
Koordinaten: 59° 8′ N, 23° 34′ O
Höbringi (schwedisch und deutsch Höbring) ist ein Dorf (estnisch küla) in der Landgemeinde Lääne-Nigula (bis 2017: Landgemeinde Noarootsi) im Kreis Lääne in Estland.

## Beschreibung
Der Ort hat sieben Einwohner (Stand 31. Dezember 2011). Er liegt 22 Kilometer nordöstlich der Landkreishauptstadt Haapsalu.
Das Dorf wurde erstmals um 1540 unter dem Namen Hobrinck urkundlich erwähnt. 
Der Ortsname ist heute offiziell zweisprachig estnisch und schwedisch, da das Dorf bis zur Umsiedlungsaktion während des Zweiten Weltkriegs zum traditionellen Siedlungsgebiet der Estlandschweden gehörte.
Östlich von Höbringi erstreckt sich das Moor Sendre soo. Es ist Teil des Naturschutzgebiets Leidissoo (Leidissoo looduskaitseala).